# 千駄木
千駄木（日语：／ Sendagi */?）是東京都文京區的町名，分千駄木1丁目至千駄木5丁目。2013年（平成25年）8月1日的居住人口有19,678人。郵遞區號為113-0022。

## 地理
日本醫科大學在1910年3月與私立東京醫學校合併，10月遷移至私立東京醫學候跡地（現千駄木校舍）。合稱谷根千的谷中、根津與千駄木，以充滿下町風情而聞名。近東京大學，川端康成、北原白秋、高村光太郎、夏目漱石、森鷗外等文人在此定居。千駄木的高地附近是本鄉台地邊緣，屬於昔日的山之手地區。第68、69代内閣總理大臣大平正芳的宅邸現在在千駄木2丁目。五代目古今亭志生在1945～1951年住在千駄木。千駄木3丁目也稱為林町，是有名的高級住宅街。

### 太田攝津守屋敷史蹟
舊安田楠雄邸的主人安田楠雄是安田財閥創始人安田善次郎之孫，位於千駄木5丁目。

## 歷史
古時屬駒込村。過去坂上有大給豐後守屋敷，因此稱為大給坂。1745年町奉行支配，町名為駒込千駄木町、駒込千駄木坂下町、駒込千駄木下町。
1965年4月1日實施住居表示，駒込林町與駒込坂下町大部分、駒込千駄木與駒込動坂町一部分成立現行的「千駄木」。

### 地名由來
關於地名來源，一說是此地雜木林的砍伐量大到以「千駄」形容，另一說是室町時代武將太田道灌在此地種植栴檀木（センダン），後誤傳而變成同音的「千駄」。江戶時代的古地圖記載下駒込村內有「上野東漸院擁有之駒込千駄木御林」、「上野寒松院擁有之駒込千駄木御林」。

## 交通
- 鐵路
  - 千駄木站（東京地下鐵千代田線）
  - 日暮里站（東日本旅客鐵道（JR東日本）、山手線、京濱東北線、常磐線） - 所在地在荒川區西日暮里
  - 西日暮里站（東京地下鐵千代田線、JR東日本、山手線、京濱東北線） - 所在地在荒川區西日暮里
  - 田端站（JR東日本、山手線、京濱東北線） - 所在地在北區東田端
  - 本駒込站（東京地下鐵南北線） - 所在地在向丘
- 道路
  - 一般道路
    - 不忍通（東京都道437號秋葉原雜司谷線）
    - 本鄉通

## 備註
1. ↑  『角川日本地名大辞典 13　東京都』、角川書店、1991年再版、P990-991。
2. ↑  .   [2013-08-07]. （原始内容存档于2013-05-13）.

## 外部連結
- 文京區官方網站（页面存档备份，存于）